# Municipio de Tepeyanco
El Municipio de Tepeyanco es uno de los 60 municipios que conforman el estado de Tlaxcala dentro de los Estados Unidos Mexicanos, de acuerdo con el Instituto Nacional de Estadística y Geografía la población total municipal es de 11 048 habitantes, su cabecera es la localidad de Tepeyanco. El municipio es parte de la Zona Metropolitana de Puebla-Tlaxcala.

## Geografía

### Localización
Ubicado en el Eje Neovolcánico a 2 260 metros sobre el nivel del mar, el municipio de Tepeyanco se sitúa en un eje de coordenadas geográficas entre los 19 grados 15 minutos latitud norte y 98 grados 14 minutos longitud oeste.
Localizado al centro sur del estado, el municipio de Tepeyanco colinda al norte con los municipios de Tlaxcala y Santa Isabel Xiloxoxtla; al sur colinda con los municipios de Zacatelco y Santa Cruz Quilehtla; al este con los municipios de Teolocholco y Acuamanala de Miguel Hidalgo; y al oeste colinda con los municipios de San Jerónimo Zacualpan y San Juan Huactzinco.

### Extensión
De acuerdo con la información del Instituto Nacional de Estadística, Geografía e Informática, el municipio de Tepeyanco comprende una superficie de 16.58  kilómetros cuadrados.

### Clima
En el municipio de Tepeyanco, el clima se considera semiseco templado, con régimen de lluvias en los meses de mayo a septiembre y parte de octubre, la dirección de los vientos en general es de sur a norte. Los meses más calurosos son de febrero, marzo y mayo. Igualmente la temperatura promedio máxima anual registrada es de 23.9 °C. Durante el año se observan variaciones en la temperatura que van desde los 2.8 °C como mínima, hasta los 27.6 °C como máxima. La precipitación promedio mínima registrada en el municipio es de 1.8 milímetros y la máxima de 249.6 milímetros.

## Demografía

### Localidades
Según el Instituto Nacional de Estadística y Geografía (INEGI), en el territorio del municipio hay un total de 18 localidades, la población de las principales localidades, para el año 2010 era la siguiente:
| Localidad                  | Población |
| Total Municipio            | 11 341    |
| Tepeyanco                  | 3 223     |
| San Cosme Atlamaxac        | 2 364     |
| San Pedro Xalcaltzinco     | 2 025     |
| La Aurora                  | 1 192     |
| Santiago Tlacochcalco      | 1 082     |
| Colonia Guerrero           | 620       |
| Colonia Las Águilas        | 388       |
| Colonia Antorcha Campesina | 350       |
| Colonia El Potrero         | 19        |
| Colonia Santa Bárbara      | 78        |

## Orografía
El municipio tiene tres formas de relieve: Zonas planas, abarcan el 75.0 por ciento de la superficie municipal, se ubican en Atlamaxac, Xalcatzingo y parte de Tepeyanco. Zonas accidentadas, comprenden aproximadamente el 15.0 por ciento de la totalidad de la superficie, se localizan en la cabecera municipal y en Tlacochcalco Zonas semiplanas, ocupan el 10.0 por ciento restante de la extensión, se ubican en la Aurora, parte de Tlacochcalco y Colonia Guerrero.

### Flora
La vegetación silvestre de este municipio, está fuertemente perturbada por el crecimiento urbano, encontrando algunos vestigios de vegetación de galería constituida de ailes (Alnus acuminata), fresnos (Fraxinus uhdei), sauces (Salix bonplandiana), ahuehuetes (Taxodium mucrunatum) y álamo blanco (Populus alba). 
En la vegetación secundaria, es frecuente encontrar cedro blanco (Cupressus benthamii), zapote blanco (Casimiroa edulis), pirul (Schinus molle), tepozán (Buddleia cordata), capulín (Prunus serotina) y tejocote (Crataegus pubescens). En la flora urbana y suburbana abunda el aguacate (Persea americana) y especies introducidas como el trueno, la casuarina y el eucalipto.

### Fauna
No obstante el crecimiento y expansión acelerada de la mancha urbana, en el territorio del municipio, todavía es común encontrar algún tipo de fauna silvestre como por ejemplo: conejo (Silvilagus floridanus), liebre (Lepus californicus), ardilla (Spermophilus mexicanus), cacomixtle (Bassariscus astutus), tlacuache (Didelphis marsupialis), tuza, sencuate y salamandra.

### Hidrografía
Los recursos hidrográficos del municipio se constituyen por arroyos de caudal permanente en la localidad de Xalcaltzinco; arroyos con caudal solo durante la época de lluvias en la zona de Tepeyanco, Atlamaxac, Tlacochcalco en el cual se encuentra parte de la Laguna de Acuitlapilco y las colonias La Aurora, Bosques y Vacaciones.